# Ariadna Oliver
Ariadna Oliver – postać fikcyjna pojawiająca się w kilku powieściach kryminalnych Agathy Christie.
Jest pisarką, autorką kryminałów, prawdopodobnie w zamyśle karykaturą samej Agathy Christie. Uwielbia jabłka, które spożywa w masowych ilościach. Cechuje ją raczej niedbała powierzchowność i roztrzepanie. Jest wdową. Przyjaźni się z Herkulesem Poirotem, który w wyniku jej inspiracji, a czasem również pomocy, dokonuje rozwiązania zagadek kryminalnych.
Sama Ariadna jest postrzegana w swoim otoczeniu jako autorytet w dziedzinie kryminalistyki, choć jak wielokrotnie przyznaje, wszystkie swoje pomysły na intrygi i ich rozwiązania bierze z wyobraźni i nie opiera ich na specjalistycznej wiedzy. Bohaterem powieści Ariadny Oliver jest fiński detektyw. Popularność powoduje u Ariadny Oliver zażenowanie – za wszelką cenę unika oficjalnych spotkań ze swymi wielbicielami. Jest po trosze feministką – uważa, że w policji powinno być więcej kobiet. Bezkrytycznie patrzy na kobiecą intuicję, którą uważa za najlepszą metodę śledczą. Swoje powieści pisze na maszynie osobiście. Kiedyś miała sekretarki, ale po kolei je zwalniała, gdyż jedna była zbyt pedantyczna co do błędów ortograficznych i stylistycznych, druga natomiast była zbyt roztrzepana.

## Utwory, w których się pojawiła
- zbiór opowiadań Parker Pyne na tropie (1934)
- Karty na stół (1936)
- Pani McGinty nie żyje (1952)
- Zbrodnia na festynie (1956)
- Tajemnica bladego konia (1961)
- Trzecia lokatorka (1966)
- Wigilia Wszystkich Świętych (1969)
- Słonie mają dobrą pamięć (1972)